# Clay Pinney
Clay Pinney é um especialista em efeitos visuais estadunidense. Venceu o Oscar de melhores efeitos visuais na edição de 1997 por Independence Day, ao lado de Volker Engel, Douglas Smith e Joe Viskocil.